# 스탠리 아보라
스탠리 아보라(Stanley Aborah, 1969년 8월 25일)는 가나 출신의 축구 선수로 K리그 천안 일화 천마 (현 성남 FC)에서 활약하였다. 가나 축구 국가대표팀 출신으로 1992년 아프리카 네이션스컵에 출전하였으며 준우승의 주역이다.